# Guillaume Philandrier
Guillaume Philandrier (latinisé en Philander), né à Châtillon-sur-Seine en 1505 et mort à Toulouse le 18 février 1563, est un humaniste et ami de François Rabelais, qui fut chanoine de Rodez.

## Biographie
Élève de Jean Perelle, il fut secrétaire de l'évêque Georges d'Armagnac, ambassadeur de France à Venise. Il accompagna son maître à Venise et à Rome, où il étudia sous la direction de Sebastiano Serlio. On lui attribue la conception du fronton de la façade occidentale et de la tribune de la cathédrale Notre-Dame de Rodez.
Il est l'auteur de plusieurs commentaires d'œuvres de l'Antiquité, particulièrement les « Institutions oratoires » de Quintilien ; mais ce sont surtout ses commentaires sur le « De architectura » de Vitruve, intitulés  « In decem libros M. Vitruvii Pollionis de architectura annotationes » (Rome, 1544) qui lui valent la célébrité. Plus qu'un commentaire, ce traité illustré propose une interprétation du texte qui fera école chez les architectes de la Renaissance ; en particulier, à côté des quatre ordres d'architecture (toscan, dorique, ionique, et corinthien), Philandrier introduit un ordre varronien. Philandrier reçut le droit de cité romain du pape.
C'est lors de son retour à Rodez que Philandrier embrassa l'état ecclésiastique. Il fut fait chanoine de la cathédrale, et archidiacre, mais n'obtient pas le transfert de ses fonctions à Toulouse, où Georges d'Armagnac était nommé archevêque. Philandrier mourut lors d'une visite à son ancien maître à Toulouse. L'archevêque lui fit ériger un mausolée dans son église.

## Publications
- Gulielmi Philandri Castilionii Galli civis Ro. in decem libros M. Vitruvii Pollionis De architectura annotationes : cum indicibus Graeco & Latino locupletissimis, Paris, 1545 (lire en ligne)
- Vitruvii Pollionis de architectura libri decem ... omnibus omnium editionibus longe emendatiores, collatis veteribus exemplis : accesserunt, Gulielmi Philandri, Lyon, 1586 (lire en ligne)